# Шепель Володимир Григорович
Володи́мир Григорович Ше́пель (15 липня 1881, м. Одеса — † 1947, м. Познань)  — український військовий діяч. Генерал-хорунжий (1920).

## Біографія
Народився в Одесі.
1910 року Володимир Шепель закінчив піхотне юнкерське училище. Під час Першої світової війни перебував на фронті, був командиром піхотних підрозділів російської армії, 1917 року став підполковником.
Наприкінці 1917 року Шепель перейшов на службу до української армії. У грудні 1918 року його відрядили до Західноукраїнської Народної Республіки, де Шепель очолив бойову групу «Крукеничі» Галицької Армії. Брав участь у боях з польськими військами у складі 8-ї Самбірської бригади.
У травні 1919 року групу Шепеля під час загального наступу польських військ було відрізано від основних сил і примушено перейти кордон Чехословаччини. Перебував у таборі інтернованих галицьких частин у Німецькому-Яблонному. Невдовзі через Карпати і Буковину нелегально прибув до Кам'янця-Подільського, де приєднався до Армії УНР. Деякий час служив у Вишколі армії, згодом — командир навчального підрозділу Спільної юнацької школи.
З грудня 1919 року Шепель перебував у таборах для інтернованих частин УНР у Польщі. Під час польсько-радянської війни 1920 року воював на більшовицькому фронті у складі 2-ї Волинської дивізії, очолював 4-ту Сіру бригаду. Частина під командуванням Шепеля особливо відзначилася: в обороні Шепетівки; на рубежі Збруча, де стрімким контрударом зі Скали розгромила і відкинула авангардні підрозділи Червоної армії; у боях поблизу м. Чортків на початку серпня 1920 року бригада Шепеля, прикриваючи відхід Волинської дивізії, відбила кілька потужних атак противника.
У 1920 році В. Шепеля за бойові заслуги підвищили в ранзі до генерал-хорунжого. З грудня 1920 року перебував у таборі для інтернованих вояків УНР у Каліші. Обирався членом правління Української станиці.
1927 року Шепеля ввели до Вищого командного складу Армії УНР.
Помер в 1947 році в міській в'язниці м. Познань (Польща). Місце поховання невідоме.